# Justin Kluivert
Pour les articles homonymes, voir Kluivert.
Justin Kluivert, né le 5 mai 1999 à Amsterdam (Pays-Bas), est un footballeur international néerlandais qui évolue au poste de milieu de terrain à l'AFC Bournemouth.

## Biographie

### Jeunesse et formation
Kluivert voit le jour le 5 mai 1999 à Amsterdam de l'union de Patrick Kluivert et Angela van Hulten. Il est issu d'une famille fortement imprégnée par le football. Son grand-père Kenneth a été professionnel tout comme son père Patrick qui connaît une belle carrière, notamment durant ses années au FC Barcelone.
En 2007, Kluivert rejoint le centre de formation de l'Ajax Amsterdam. Kluivert débute dans un premier temps avec l'équipe réserve de l'Ajax. Il marque deux buts en huit rencontres avant d'être appelé en janvier 2017 en équipe A.

### Ajax Amsterdam (2016-2018)
Kluivert fait ses débuts en équipe première le 15 janvier 2017 en entrant en cours de match face au PEC Zwolle en Eredivisie. Le 16 février 2017, il prend part à sa première rencontre de Ligue Europa face au club polonais du Legia Varsovie (0-0). Le 19 mars suivant, Kluivert inscrit son premier but au niveau professionnel à l'occasion d'un match de championnat face à l'Excelsior Rotterdam (1-1).
Le 26 novembre 2017, il inscrit son premier triplé au niveau professionnel lors d'un match de championnat contre le Roda JC (5-1). Il inscrit treize buts en cinquante-sept matchs toutes compétitions confondues avec son club formateur.

### AS Rome (2018-2023)
Le 22 juin 2018, Kluivert s'engage avec l'AS Rome. Le joueur néerlandais fait le choix de porter le numéro 34 en hommage à l'un de ses meilleurs amis, Abdelhak Nouri, plongé dans un coma artificiel depuis juillet 2017 à la suite d'un malaise cardiaque en plein match amical.
Le 19 septembre 2018, le milieu néerlandais joue son premier match officiel sous ses nouvelles couleurs lors de la première journée de championnat sur la pelouse du Torino FC.
Le 2 octobre suivant, il marque son premier but avec l'AS Rome à l'occasion d'une rencontre de Ligue des champions face au FC Viktoria Plzeň (5-0).
Son premier but en Serie A est inscrit le 16 décembre 2018 face au Genoa CFC.

#### Prêt au RB Leipzig (2020-2021)
Le 5 octobre 2020, il est prêté pour une saison dans le club allemand du RB Leipzig,. Il joue son premier match pour Leipzig le 17 octobre 2020, lors d'une rencontre de championnat face au FC Augsbourg. Il entre en jeu et son équipe s'impose (0-2 score final).

#### Prêt à l'OGC Nice (2021-2022)
En juillet 2021, il est prêté du côté de l'OGC Nice par l'AS Rome.
Il se distingue notamment avec une performance XXL face à l'Olympique de Marseille en 1/4 de finale de Coupe de France, avec un doublé et une passe décisive.

### AFC Bournemouth (depuis 2023)
Le 23 juin 2023, Justin Kluivert est prèter à l'AFC Bournemouth,,.de l'as roma Il devient également le troisième joueur dans l'histoire du football après le roumain Florin Răducioiu et le danois Christian Poulsen à avoir évolué dans les cinq grands championnats européens (Angleterre, Allemagne, Espagne, Italie et France).

### Sélection nationale
Avec les moins de 17 ans, il participe au championnat d'Europe des moins de 17 ans en 2016. Lors de cette compétition, il joue cinq matchs, délivrant une passe décisive contre la Serbie en phase de groupe. Les Pays-Bas s'inclinent en demi-finale face au Portugal.
Le 6 octobre 2017, il dispute sa première rencontre avec l'équipe des Pays-Bas espoirs contre la Lettonie. Le 10 octobre, lors de sa deuxième sélection avec les espoirs, il se distingue en inscrivant le but égalisateur face à l'Ukraine (1-1). Un mois plus tard, il récidive lors du carton de son équipe face à Andorre (victoire 8-0). Ces rencontres rentrent dans le cadre des éliminatoires du championnat d'Europe espoirs 2019.
Le 7 mars 2018, Kluivert est convoqué pour la première fois en sélection nationale des Pays-Bas par Ronald Koeman pour disputer les matchs amicaux face à l'Angleterre et le Portugal. Le 26 mars suivant, il honore sa première sélection entrant en cours de match face au Portugal (victoire 0-3). Il est alors âgé de dix-huit ans.

## Statistiques
| Saison                | Club                  | Championnat           | Championnat | Championnat | Championnat | Coupe nationale | Coupe nationale | Coupe nationale | Coupe de la Ligue | Coupe de la Ligue | Coupe de la Ligue | Compétition(s) continentale(s) | Compétition(s) continentale(s) | Compétition(s) continentale(s) | Compétition(s) continentale(s) | Pays-Bas | Pays-Bas | Pays-Bas | Total | Total | Total |
| Saison                | Club                  | Division              | M.          | B.          | P.d.        | M.              | B.              | P.d.            | M.                | B.                | P.d.              | Comp.                          | M.                             | B.                             | P.d.                           | M.       | B.       | P.d.     | M.    | B.    | P.d.  |
| 2016-2017             | Ajax Amsterdam        | Eredivisie            | 14          | 2           | 4           | -               | -               | -               | -                 | -                 | -                 | C3                             | 6                              | 0                              | 1                              | -        | -        | -        | 20    | 2     | 5     |
| 2017-2018             | Ajax Amsterdam        | Eredivisie            | 30          | 10          | 4           | 2               | 1               | 0               | -                 | -                 | -                 | C1+C3                          | 2+2                            | 0                              | 0                              | 1        | 0        | 0        | 37    | 11    | 4     |
| Sous-total            | Sous-total            | Sous-total            | 44          | 12          | 8           | 2               | 1               | 0               | 0                 | 0                 | 0                 | -                              | 10                             | 0                              | 1                              | 1        | 0        | 0        | 57    | 13    | 9     |
| 2018-2019             | AS Rome               | Serie A               | 29          | 1           | 6           | 1               | 0               | 2               | -                 | -                 | -                 | C1                             | 5                              | 1                              | 0                              | 1        | 0        | 0        | 36    | 2     | 8     |
| 2019-2020             | AS Rome               | Serie A               | 17          | 3           | 1           | 2               | 0               | 0               | -                 | -                 | -                 | C3                             | 6                              | 2                              | 0                              | -        | -        | -        | 25    | 5     | 1     |
| Sous-total            | Sous-total            | Sous-total            | 46          | 4           | 7           | 3               | 0               | 2               | -                 | -                 | -                 | -                              | 11                             | 3                              | 0                              | 1        | 0        | 0        | 61    | 7     | 9     |
| 2020-2021             | RB Leipzig (prêt)     | Bundesliga            | 19          | 3           | 0           | 1               | 0               | 0               | -                 | -                 | -                 | C1                             | 7                              | 1                              | 0                              | -        | -        | -        | 27    | 4     | 0     |
| 2021-2022             | OGC Nice (prêt)       | Ligue 1               | 27          | 4           | 4           | 4               | 2               | 1               | -                 | -                 | -                 | -                              | -                              | -                              | -                              | -        | -        | -        | 31    | 6     | 5     |
| 2022-2023             | Valence CF (prêt)     | Liga                  | 19          | 4           | 0           | 2               | 2               | 0               | -                 | -                 | -                 | -                              | -                              | -                              | -                              | -        | -        | -        | 21    | 6     | 0     |
| 2023-2024             | AFC Bournemouth       | Premier League        | 32          | 7           | 1           | 2               | 1               | 0               | 2                 | 1                 | 1                 | -                              | -                              | -                              | -                              | -        | -        | -        | 36    | 9     | 2     |
| 2024-2025             | AFC Bournemouth       | Premier League        | 34          | 12          | 6           | 4               | 1               | 1               | 1                 | 0                 | 0                 | -                              | -                              | -                              | -                              | 5        | 0        | 0        | 44    | 13    | 7     |
| Sous-total            | Sous-total            | Sous-total            | 66          | 19          | 7           | 6               | 2               | 1               | 3                 | 1                 | 0                 | -                              | -                              | -                              | -                              | 5        | 0        | 0        | 80    | 22    | 8     |
| Total sur la carrière | Total sur la carrière | Total sur la carrière | 220         | 47          | 26          | 18              | 7               | 4               | 3                 | 1                 | 1                 | -                              | 28                             | 4                              | 1                              | 7        | 0        | 0        | 276   | 59    | 32    |

## Palmarès

### En club
- Ajax Amsterdam
  - Finaliste de la Ligue Europa en 2017
  - Vice-champion des Pays-Bas en 2017.

- OGC Nice
  - Finaliste de la Coupe de France en 2022

### Distinctions personnelles
- Troisième du Trophée Kopa en 2018.
- Troisième du Golden Boy en 2018.